# Kełderasze

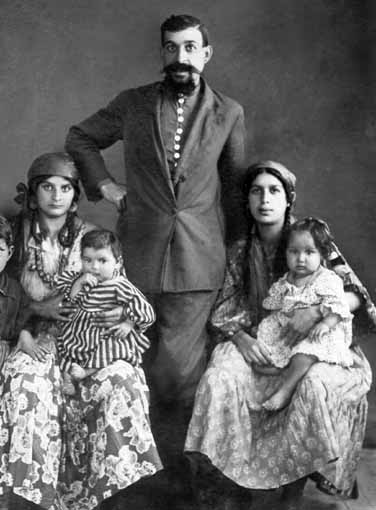
Kełdarasze w Moskwie, fotografia z 1930 roku.

Kełderasze lub Kalderasze (rom. Kelderari, Kalderari, Kalderaša, Kalderara, Kelderara itd., dosłownie „Kotlarze”, od rumuńskiego słowa căldare „kocioł”) – romska grupa językowo-etnograficzna, ukształtowana na historycznych terenach Mołdawii i Wołoszczyzny, skąd na przełomie XIX i XX wieku rozprzestrzeniła się do większości krajów Europy i obu Ameryk. Współcześnie znaczące skupiska Kełderaszy oprócz Rumunii to m.in. Wielka Brytania i Stany Zjednoczone.
Dialekt kełderaski języka romskiego zalicza się do tzw. dialektów vlax-północnych, zaś spośród innych odmian romani charakteryzuje się względnie największym stopniem zachowania archaicznej fonologii, leksyki, składni i fleksji. Mimo to występują w nim zapożyczenia z języków rumuńskiego i węgierskiego. Tradycyjnym zajęciem Kełderaszy było m.in. kotlarstwo i usługi związane z konserwacją naczyń (np. cynowanie). Ich muzyka obfituje w ujmujące, melodyjne piosenki (np. Ketri, Ketri). Zwyczajowe zwierzchnictwo w lokalnych grupach Kełderaszy sprawują rady starszych z poszczególnych rodów, zwane Krisami.